# Чжу Цяньвэй
Чжу Цяньвэ́й (кит. упр. 朱倩蔚, пиньинь Zhū Qiànwèi; род. 9 сентября 1990, Шанхай) — китайская пловчиха, призёр олимпийских игр, чемпионка мира. Выступала за сборную Китая на летних Олимпийских играх 2008 года.

## Карьера
В 2008 17-летняя Чжу Цяньвэй впервые приняла участие в Олимпийских играх на дистанции 200 м вольным стилем, но не прошла в финал. В составе команды Китая выиграла серебро в эстафете 4 ×200 м вольным стилем (47 :45, 93), с рекордом Азии. В 19 лет участвовала в Чемпионате мира по плаванию в Риме, выиграв золотую медаль в составе команды Китая (Ян Юй (1.55,47), Лю Цзин (1.56,09), Пан Цзяин (1.54,73)) в эстафете 4×200 м вольным стилем с рекордом мира (7:42, 08). Позже на Чемпионате мира 2011 в Шанхае выиграла золотую медаль в эстафете 4×200 м вольным стилем и бронзовую медаль в 4×100 м вольным стилем. На Олимпийских играх в Лондоне выступала на 50 м вольным стилем, но была дисквалифицирована, также в составе команды Китая приняла участие в эстафете 4×200 м вольным стилем, но команда осталась без медалей.